# Реактивна броня
Реактивна броня е вид броня за превозни средства, която реагира на въздействието на оръжие, за да намали щетите върху защитаваното превозно средство. Най-ефективна е срещу кумулативни и кинетични боеприпаси.
Бронята в роля на преграда срещу оръжието представлява пасивна защита. Когато бронировката може да изпълни динамично противодействие срещу оръжие се нарича активна или реактивна. Основното оръжие, което се употребява срещу танкове, са кумулативни заряди и активната бронировка е срещу тях. Представлява обикновено метални кутии с форма и размер, наподобяващи тухла, което се среща и като наименование (цитат: Т-72 има реактивна броня „Контакт“ със 155 динамични тухли при износните модели и 227 тухли при руските модели). Устройството на всеки модул (тухла) включва монтирана в кутията метална пластина успоредно спрямо бронята, като зад пластината има малко количество експлозив, свързан с част от същия експлозив, разположен обаче пред металната пластина. При попадане на кумулативна струя зарядът изтласква пластината, като струята се гаси и разсейва, недостигайки до основната броня. Принципът е наричан и контравзрив. Модулната конструкция позволява бърза подмяна на задействания елемент (тухла). Гасенето на кумулативната струя може да се осъществява и със съвсем обикновени подръчни защитни средства като сандъци с пясък, метални листове, прикрепени към бронята на разстояние, но реактивната броня в случая е по-надеждна и лека.

## История
След Шестдневната война от 1967 г. между Израел и Египет според израелски източници (Шломо Шапиро, Shlomo Shpiro) германският оръжеен физик Манфред Хелд, командирован за оценка на щетите върху египетски Т54 /55, забелязва, че танковите куполи биват пробивани двустранно от кумулативни заряди, но когато се е взривил боекомплектът снаряди, върху отсрещната стена на купола няма отвор. Това го навежда на идеята за управляем „контравзрив“ (на немски: Gegenexplosion). Манфред Хелд е изобретател на ДЗ (динамична защита) „ERA Blazer“, първата намерила реално бойно приложение в конфликта Израел – Ливан от 1982 г.
Всъщност търсенето на защитни методи срещу кумулативен заряд започва след Втората световна война в СССР, като първите опити са в средата на 40-те години, а резултатите -  публикувани към 1950 г., след това през 1960 г. под ръководството на академик Богда́н Войцехо́вский в Московския научноизследователски институт по стомана биват проведени полигонни изпитания на опитни образци динамична защита, на които по субективни причини не е разрешено развитие заради тогавашната танкова концепция. Производството на динамична защита започва към средата на 80-те години в СССР.
Съвременната динамична защита не се ограничава само срещу кумулативни снаряди. Различават се условно четири поколения.